# UAZ

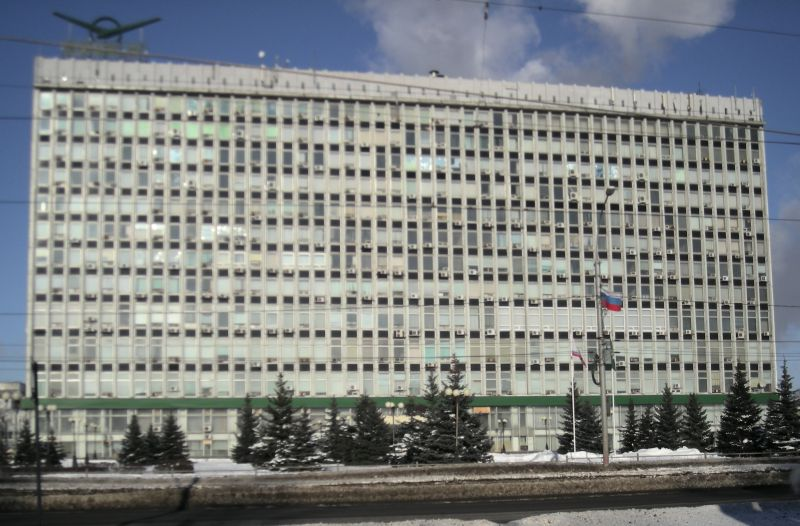

UAZ (УАЗ:오아즈) (Ulyanovsky avtomobilny zavod, Ульяновский автомобильный завод, Ulyanovsk Automobile Plant)는 러시아의 자동차 제조 기업이다. 1941년에 설립되었으며, 본사는 올리야넙스크에 위치해 있다. SUV와 고상형 승합차 등 고상형 차량을 생산 및 판매하는 것이 특징이다.